# Gouvernement Swinney
Écosse autonome
Yousaf 
Le gouvernement Swinney (en anglais : Swinney government) est le gouvernement dévolu de l'Écosse depuis le 8 mai 2024 sous la VIe législature du Parlement.
Il est dirigé par l'indépendantiste John Swinney et formé après l'élection d'un nouveau chef du Parti national, consécutive à la démission de Humza Yousaf. Il est composé de 11 secrétariats.
Il est uniquement composé du Parti national écossais (SNP) et gouverne en minorité au Parlement écossais.
Il succède au gouvernement Yousaf.

## Historique du mandat
Le 29 avril, Humza Yousaf Premier ministre d'Écosse depuis mars 2023 annonce sa démission à la suite de la crise politique déclenché par la fin de la coalition avec le Parti vert écossais (SGP). De nouvelles élections pour la direction ont alors lieu entre le 29 avril et le 6 mai 2024 et conduisent à la désignation à l'unanimité et sans opposants de John Swinney, chef du SNP de 2000 à 2004 et ancien vice-Premier ministre sous Nicola Sturgeon entre 2014 et 2023. Il est élu Premier ministre par le parlement écossais avec 64 voix favorables contre 57 le 7 mai,. Il bénéficie également de l'abstention des verts qui permettent l'abaissement de la majorité requise et ainsi son élection.
| Candidat   | Candidat           | Parti        | Voix |
| ---------- | ------------------ | ------------ | ---- |
|            | John Swinney       | SNP          | 64   |
|            | Douglas Ross       | Conservateur | 31   |
|            | Anas Sarwar        | Travailliste | 22   |
|            | Alex Cole-Hamilton | LibDems      | 4    |
|            |                    |              |      |
| Abstention | Abstention         | Abstention   | 7    |

### Formation
Le 8 mai, John Swinney présente son nouveau gouvernement le lendemain de son élection en tant que Premier ministre et entre en fonction après sa prestation de serment devant la Cour of Session le jour même. Il reprend en grande partie les ministres de Yousaf et voit notamment le retour de Kate Forbes au gouvernement en tant que Secrétaire à l'Économie et au Gaélique et Vice-Première ministre. La précédente occupante à ce poste, Shona Robinson, conserve un poste dans ce nouveau gouvernement.

## Composition
- Par rapport au gouvernement Yousaf, les nouveaux ministres sont indiqués en gras, ceux ayant changé d'attributions le sont en italique.

| Portefeuille                                                           | Titulaire | Titulaire                    | Parti |
| ---------------------------------------------------------------------- | --------- | ---------------------------- | ----- |
| Premier ministre                                                       |           | John Swinney                 | SNP   |
| Vice-Première ministre Secrétaire à l'Économie et au Gaélique          |           | Kate Forbes                  | SNP   |
| Secrétaire aux Finances et aux Collectivités territoriales             |           | Shona Robinson               | SNP   |
| Secrétaire à la Santé et aux Services sociaux                          |           | Neil Gray                    | SNP   |
| Secrétaire aux Transports                                              |           | Fiona Hyslop                 | SNP   |
| Secrétaire à la Neutralité carbone et à l’Énergie                      |           | Màiri McAllan                | SNP   |
| Secrétaire à l’Éducation et aux Compétences                            |           | Jenny Gilruth                | SNP   |
| Secrétaire aux Affaires rurales, à la Réforme agraire et aux Îles      |           | Mairi Gougeon (en)           | SNP   |
| Secrétaire à la Constitution, aux Affaires extérieures et à la Culture |           | Angus Robertson              | SNP   |
| Secrétaire à la Justice sociale                                        |           | Shirley-Anne Somerville (en) | SNP   |
| Secrétaire à la Justice et à l'Intérieur                               |           | Angela Constance (en)        | SNP   |
| Assistent aussi aux réunions du Cabinet                                |           |                              |       |
| Secrétaire permanent                                                   |           | Vacant                       | Ind.  |
| Ministre des Affaires parlementaires                                   |           | Jamie Hepburn                | SNP   |
| Lord Advocate                                                          |           | Dorothy Blain (en)           | Ind.  |
| Solliciteur général pour l'Écosse                                      |           | Ruth Charteris (en)          | Ind.  |